# Lufthansa-Raub
Der Lufthansa-Raub (englisch Lufthansa Heist) ist ein Verbrechen, das am 11. Dezember 1978 auf dem John F. Kennedy International Airport in New York City verübt wurde.
Die erbeutete Summe wurde auf rund 5 Mio. US-Dollar in Bargeld und 875.000 US-Dollar in Form von Juwelen beziffert (die Gesamtsumme von 5,875 Mio. US-Dollar entspräche in heutiger Kaufkraft rund 28,3 Mio. US-Dollar), womit der Überfall zu den größten auf US-amerikanischem Boden begangenen Raubtaten gehört.
Wie die Strafverfolgungsbehörden später feststellten, wurde das Verbrechen von James Burke, einem Assoziierten der New Yorker Lucchese-Mafiafamilie, geplant und von zahlreichen seiner Komplizen ausgeführt.
Das Verbrechen wurde Thema zweier Fernsehfilme, The 10 Million Dollar Getaway und The Big Heist. In Martin Scorseses Erfolgsfilm GoodFellas von 1990, in den Hauptrollen Ray Liotta als der Mittäter Henry Hill und Robert De Niro als James Burke (im Film James Conway), spielt der Raub eine Schlüsselrolle für die Handlung, wird aber nicht direkt gezeigt.

## Planung
Martin Krugman war offiziell als Friseur tätig, fungierte aber auch als Buchmacher und hatte eine langjährige Geschäftsbeziehung mit James Burke. Einige der Angestellten des John F. Kennedy International Airport hatten Spielschulden bei Krugman; darunter Louis Werner, der bei Krugman 20.000 Dollar Spielschulden hatte, und Werners Kollege Peter Gruenwald. Beide hatten ihren Arbeitgeber Lufthansa bereits 1976 um 22.000 Dollar bestohlen und zeigten nun Krugman einen interessanten Sachverhalt auf.
Die deutsche Fluggesellschaft transportierte monatlich aus Deutschland mehrere Millionen US-Dollar, die von zahlreichen US-amerikanischen Touristen und Soldaten dort ausgegeben worden waren, über den Flughafen zurück in die Vereinigten Staaten. Das Geld war dadurch noch nicht rückverfolgbar und wurde zudem nach der Landung kurzzeitig im Flughafen verwahrt.
Darüber hinaus war Louis Werner später Krugman bei der Planung behilflich und gab zum Beispiel den Hinweis für die optimale Parkmöglichkeit möglicher Tatfahrzeuge. Krugman wandte sich an Burke, da dieser nicht nur über die nötige kriminelle Energie und Erfahrung, sondern auch über genügend „Manpower“ verfügte, die Tat auch auszuführen.
Burke hatte mit Thomas DeSimone, Joe Civitello, Sr., Louis Cafora, Angelo Sepe, Tony Rodriguez und seinem eigenen Sohn Frank James Burke langjährige Komplizen, die er als bewaffnete Kräfte einsetzen wollte.
Später wurde Paolo LiCastri als Repräsentant der Gambino-Familie dazugenommen. Diese sollte einen Anteil an der Beute bekommen, da der Überfall auf „ihrem“ Territorium stattfand.
Parnell Edwards, ein Afroamerikaner, wurde als Fahrer eines der eingesetzten Fluchtfahrzeuge dazugenommen. Zum Einsatz sollten zwei Ford-Econoline-150-Vans kommen; einer wurde als Transportwagen benötigt, der andere sollte als sogenannter „Crash-Wagen“ voranfahren, um Hindernisse aus dem Weg zu räumen.

## Durchführung
Am 11. Dezember 1978 um 03:12 Uhr bemerkte der Frachtarbeiter Kerry Whalen einen der eingesetzten schwarzen Fords, der sich in der Nähe einer Laderampe befand. Whalen wurde kurz darauf niedergeschlagen und sah bewaffnete Männer in das Cargoterminal rennen. Ein weiterer Mann nahm ihm seine Brieftasche ab und sagte ihm, er wisse, wer und wo seine Familie sei und dass er Männer habe, die diese besuchen könnten. Whalen nickte, um zu verstehen zu geben, dass er kooperieren würde.
Der Flughafenmitarbeiter Rolf Rebmann wurde von sechs bewaffneten und maskierten Männern überwältigt und mit Handschellen gefesselt. Die Gangster nahmen noch weitere Mitarbeiter gefangen und betraten einen gesicherten Bereich des Flughafens mit einem Schlüssel, den ihnen Werner bereits vor Tatausführung gegeben hatte.
Die Bewaffneten überfielen nun die Kantine und zeigten den anwesenden Angestellten zur Einschüchterung den blutüberströmten Whalen und sprachen zudem jeden Mitarbeiter mit seinem persönlichen Namen an. Die Anwesenden mussten sich auf den Boden legen.
Der Angestellte John Murray wurde dazu gezwungen, seinen Kollegen Rudi Eirich anzurufen und in die Cafeteria zu locken, da dieser den zweitürigen Tresor öffnen konnte, der der eigentliche Aufbewahrungsort des Geldes war. Den Räubern war auch bekannt, dass die Öffnung der zweiten Tür einen stillen Alarm bei den Behörden in New York und New Jersey auslösen würde; deshalb räumten sie in kürzester Zeit das Geld (40 Pakete) und die Juwelen aus dem Tresor und verließen bereits um 04:21 Uhr – nach rund 64 Minuten – den Flughafen wieder.
Die Flucht endete in einer Garage in Canarsie im Stadtbezirk Brooklyn, wo Jimmy Burke bereits wartete. Die Beute wurde sofort in ein anderes Fahrzeug umgeladen, das nun von Jimmy Burke und seinem Sohn Frank in Sicherheit gefahren wurde. Parnell „Stacks“ Edwards brachte gestohlene Kennzeichen am eingesetzten Transportvan an, um ihn unauffällig zu einer Schrottpresse nach New Jersey bringen zu können. Die anderen Mittäter zerstreuten sich und gingen nach Hause.
Erst bei der Zählung der Beute wurde Burke das Ausmaß des Erfolges bewusst. Bei der Planung des Raubes war man von einer Beute bis maximal 2 Mio. US-Dollar ausgegangen, doch allein das erbeutete Bargeld belief sich auf einen Wert von 5 Mio. US-Dollar.

## Folgen
Parnell „Stacks“ Edwards war über den Erfolg des Raubes so begeistert, dass er das Fahrzeug nicht – wie geplant – sofort zur Verschrottung brachte, sondern damit zu seiner Freundin fuhr und dort Drogen konsumierte. Den Wagen stellte er im Parkverbot ab und hinterließ Fingerabdrücke am Fahrzeug. Am nächsten Morgen, während Edwards noch bei seiner Freundin schlief, entdeckte die Polizei den Wagen. Edwards konnte fliehen, die Polizei fand am Tatort jedoch einen Schuhabdruck, den sie Edwards Schuhen zuordnen konnte.
Das eingeschaltete FBI fasste zwei Gruppen als dringend tatverdächtig ins Auge: Einerseits die „Streetcrew“ um John Gotti von der Gambino-Familie, andererseits Burke und seine Bande. Zum Einsatz kamen Hubschrauber und Wanzen; insbesondere gelang dies bei Angelo Sepe, der etwas von „einem braunen Koffer und einem Beutel von der Lufthansa“ erzählte. Außerdem wies er seine Freundin Hope Barron an, dass „sie Geld vergraben“ solle. Insgesamt reichten die Beweise aber nicht aus, um einen Zusammenhang zum Lufthansa-Raub herzustellen.
Henry Hill zufolge reagierte Jimmy Burke paranoid und beschloss, jeden umzubringen, der mit ihm und dem Raub in Verbindung gebracht werden könnte.
Als Erster wurde der nachlässige Edwards ermordet; er wurde am 18. Dezember 1978 von Tommy DeSimone und Angelo Sepe in seiner Wohnung getötet. Im Anschluss daran wurde der Großteil der Beteiligten in Burkes Auftrag ermordet:

### Gewaltsame Tode von Beteiligten
| Opfer                           | Datum             | Bemerkungen |
| ------------------------------- | ----------------- | --- |
| Parnell Steven „Stacks“ Edwards | 18. Dezember 1978 | Fahrer des Fluchtfahrzeuges |
| Martin Krugman                  | 6. Januar 1979    | Friseur und langjähriger Komplize Burkes. Er war einer der Planer des Raubes. Nachdem er Burke wegen seines Anteils am Raub nervte, wurde er von Jimmy Burke und Angelo Sepe ermordet und beseitigt. Seine Überreste wurden nie gefunden.                                                   |
| Richard Eaton                   | 17. Januar 1979   | Fort Lauderdale – Partner von Tom Monteleone. Er war nicht direkt am Raub beteiligt und wurde wegen anderer Streitigkeiten mit Burke von diesem gefoltert und ermordet. Seine Leiche wurde in einem Kühlwagen gefunden.                                                                     |
| Theresa Ferrara                 | 10. Februar 1979  | Gelegenheitsgeliebte von Tommy DeSimone und Partnerin von Richard Eaton und Tom Monteleone. Sie wurde wegen ihres Wissens um den Raub und auf Verdacht umgebracht, da Burke sie verdächtigte, mit Eaton an einer Verschwörung gegen ihn und Vario beteiligt zu sein.                        |
| Tom Monteleone                  | März 1979         | Restaurateur und Mobster aus Fort Lauderdale. Wurde von Burke verdächtigt, mit Eaton zusammenzuarbeiten. |
| Louis Cafora                    | März 1979         | Geldwäscher aus Brooklyn. Cafora war Jimmy Burkes Zellenkumpan und wurde von ihm zur Geldwäsche eingesetzt. Caforas Indiskretionen und der Kauf eines teuren Wagens unmittelbar nach dem Raub bestärkten Burkes Entscheidung, ihn zu beseitigen.                                            |
| Joanna Cafora                   | März 1979         | Louis Caforas Ehefrau, vermutlich mit ihm gemeinsam ermordet. |
| Joe „Buddha“ Manri              | 16. März 1979     | Langjähriges Mitglied von Burkes Bande. Ihm wurde mehrmals die Teilnahme am Zeugenschutzprogramm angeboten, was er ablehnte. Er wurde mit einem Schuss in den Hinterkopf ermordet. |
| Robert McMahon                  | 16. Mai 1979      | Air-France-Mitarbeiter am John F. Kennedy International Airport, beteiligt am ähnlichen Raub bei der Air France 1967, der von Henry Hill verübt wurde. Verdächtigt, am Lufthansa-Raub beteiligt gewesen zu sein. Fünf Monate nach dem Raub wurde er ermordet aufgefunden.                   |
| Paolo LiCastri                  | 13. Juni 1979     | Illegaler Immigrant, aus Sizilien stammend. Er war Drogenkurier und Mitglied der Gambino-Familie. Seine Aufgabe war es sicherzustellen, dass die Gambinos ihren Anteil von 200.000 Dollar erhielten. Sechs Monate nach dem Raub fand man seinen nackten und mit Kugeln durchsiebten Körper. |

### Nachwirkungen
Da fast alle Planer und Ausführer des Raubes eines gewaltsamen Todes starben, hatten die Behörden nicht genug Beweise, um Burke anklagen zu können; lediglich die Verurteilung von Louis Werner konnte erreicht werden.
- Jimmy Burke wurde wegen Mordes an Richard Eaton verurteilt und starb 1996 in Haft.
- Paul Vario, Unterboss der Lucchese-Familie, starb 1988 in Haft.
- Henry Hill nahm am Zeugenschutzprogramm teil und tauchte unter. Er starb im Juni 2012 nach einer langjährigen Krankheit.
- Anthony Rodriguez überlebte die Mordserie nach dem Raub. Er wurde später zu einer Freiheitsstrafe verurteilt, weil er Teil eines Autohändlerrings war. 1992 wurde er vorzeitig entlassen.
- Theresa Ferraras Verschwinden wurde nie aufgeklärt.
- Die Morde an Paolo LiCastri, Joe Manriquez (a.k.a Joe Manri), Robert McMahon und Angelo Sepe wurden nie aufgeklärt.
- Louis Cafora und seine Frau Joanna verschwanden spurlos.
- Thomas DeSimone verschwand spurlos.
- Peter Gruenwald nahm am Zeugenschutzprogramm teil.
- Bill Fischetti nahm am Zeugenschutzprogramm teil.
- Frank Menna nahm am Zeugenschutzprogramm teil.
- Louis Werner wurde zu einer Gefängnisstrafe verurteilt und heiratete nach seiner Entlassung.[6]

Am 23. Januar 2014 wurde der an der Tat beteiligte Vincent Asaro bei einer FBI-Razzia im Stadtbezirk Queens in New York City mit 78 Jahren verhaftet. Im November 2015 wurde Asaro von dem Vorwurf freigesprochen, am Lufthansa-Raub beteiligt gewesen zu sein.
Das Geld und die Juwelen wurden bis heute nicht gefunden.